# Bulbophyllum discolor
Bulbophyllum discolor là một loài phong lan thuộc chi Bulbophyllum.